# Incendie du boulevard Vincent-Auriol
L'incendie du boulevard Vincent-Auriol est un incendie ayant eu lieu dans la nuit du jeudi 25 au vendredi 26 août 2005 au 20 boulevard Vincent-Auriol dans le 13e arrondissement de Paris, dans un immeuble géré par un bailleur associatif où résidaient cent trente personnes. Le bilan s'élève à dix-sept morts dont quatorze enfants. Cet incendie est le deuxième de la vague d'incendies de l'année 2005 à Paris qui a fait une cinquantaine de morts, après l'incendie de l'hôtel Paris-Opéra en avril et avant celui de la rue du Roi-Doré qui aura lieu fin août. Cette vague d'incendie a mis en évidence le mal-logement des plus pauvres dans la capitale, en particulier des populations d'origine étrangère.

## Description de l'immeuble
L'immeuble du 20 boulevard Vincent-Auriol est un bâtiment géré difficilement par un bailleur associatif, France Europe Habitation (Freha), qui a conclu un bail emphytéotique de cinquante ans avec l'État. Freha gère l'immeuble pour l'association Emmaüs et y loue des logements à des familles avec des baux classiques à un coût réduit. Il ne s'agit pas d'un immeuble d'hébergement d'urgence. Il contient huit appartements sur six étages avec une seule entrée. Les habitants, cent trente personnes originaires d'Afrique de l'Ouest, sont en situation régulière et disposent de revenus mais ne trouvent pas de logement dans le parc privé. Ce sont des familles polygames, avec de nombreux enfants, souvent une dizaine, qui vivent souvent dans des regroupements d'appartements. Certaines d'entre elles accueillent aussi de la famille élargie, avec des oncles ou des grands-mères. Le bâtiment devait être réhabilité, mais il est très difficile de reloger des familles qui ont ainsi besoin de très grandes surfaces. 
Ces habitants ont fait partie, au début des années 1990 d'un campement de mal-logés médiatisé et géré par le DAL qui s'était installé quai de la Gare. Après négociation avec l'État, ils ont été relogés dans ce bâtiment, d'une manière qui ne devait être que provisoire, le préfet d'Île-de-France s'étant engagé fin 1991 à ce qu'ils soient relogés dans un délai de trois ans.
L'immeuble n'est pas classé « insalubre » (notion qui tient compte de l'état du bâtiment, et non de sa suroccupation) ; il n'a pas de sortie de secours et son escalier est en bois, et il n'y a ni extincteur dans les parties communes, ni plan d'évacuation. L'immeuble avait fait l'objet d'un reportage de France 2 après l'incendie de l'hôtel Paris-Opéra en avril 2005 où il était montré comme exemple de logement mal entretenu et à destination des personnes en situation précaire. Une habitante y déclarait que trois départs de feu avaient eu lieu dans l'immeuble mais que, « par chance », ils n'avaient pas touché l'escalier. Après l'incendie, un autre résident de l'immeuble déclare qu'il y avait d'importantes fissures dans l'immeuble et que le système électrique était vétuste.
La peinture au plomb présente dans l'escalier a créé de graves problèmes de saturnisme pour les habitants de l'immeuble. En 2003, une note de la préfecture de Paris avait envisagé l'évacuation de l'immeuble pour faire des travaux, mais l'année suivante une expertise avait conclu à l'absence de nécessité de cette évacuation. Des toiles de verres ont été posées sur les murs pour rendre la peinture inaccessible, mais elles ont été abîmées par les enfants. La Freha a donc mandaté en urgence la société Paris banlieue construction (PBC) pour poser sur les murs de la cage d'escalier des plaques de contreplaqué.

## Incendie
Dans la nuit du jeudi 25 au vendredi 26 août 2005, un incendie se déclenche dans l'immeuble. Les secours, appelés vers 0 h 20, sont sur les lieux neuf minutes après et il y a déjà des morts. Le feu aurait pris au rez-de-chaussée, sous la cage d'escalier, et la présence d'un vasistas ouvert au dernier étage aurait fait un appel d'air permettant au feu de s'étendre rapidement. Le feu gagne rapidement deux appartements où les portes et fenêtres sont ouvertes. L'enquête montrera que ce sont des poussettes situées au rez-de-chaussée qui ont volontairement été enflammées. Le contreplaqué posé pour éviter les problèmes de saturnisme est hautement inflammable et participe à la propagation de l'incendie. Ces planches n'étaient pas aux normes anti-incendie et, sans elles, les flammes n'auraient sans doute pas dépassé le rez-de-chaussée. L'incendie fait dix-sept morts : trois femmes et quatorze enfants de moins de dix ans.

## Suites de l'incendie
Les familles sont relogées dans un gymnase. Elles décident d'y rester tant que des logements pérennes ne leur auront pas été attribués et refusent d'aller dans les hôtels qui leur sont proposés au nord de Paris. Les familles souhaitent en effet rester dans le quartier où les enfants sont scolarisés et où certaines femmes travaillent comme femme de ménage. Certaines d'entre elles refusent des relogements dans des quartiers où se trouve déjà une forte proportion d'immigrés.
Une aide d'urgence de 350 à 450 euros est attribuée à chaque famille, la mairie précisant que cette aide est habituellement distribuée lors de la survenue de catastrophes afin que les victimes puissent parer aux « besoins élémentaires ».
Début septembre, l'enquête sur cet incendie s'oriente vers une piste criminelle. Bien que la présence d'hydrocarbures n'ait pas été relevée, l'intensité et la rapidité de l'incendie laissent clairement penser qu'il y a eu une intervention humaine sur ce sinistre. Un habitant du quartier est soupçonné pendant un moment puis innocenté.

## Procès
Un premier procès s'ouvre en mars 2011. Il est initialement prévu sur une matinée et une après-midi. Il débute dans de mauvaises conditions : des micros sont en panne et la salle est trop petite pour accueillir toutes les parties civiles. La première demi-journée est consacrée à une lecture « fastidieuse » des faits par la présidente de la cour. Si l'incendie est de nature criminelle, son auteur n'a jamais pu être identifié. Les victimes de l'incendie estiment que peu d'efforts ont été faits pour savoir qui est le coupable et se sentent frustrées de ne pas savoir pourquoi il a agi. Les seuls accusés sont la Freha qui gérait l'immeuble et la société PBC qui a posé le contreplaqué dans l'escalier. L'État, qui n'avait pas respecté ses engagements de relogement des familles, n'est pas poursuivi. Les deux sociétés poursuivies apparaissent alors comme des « lampistes » dans ce procès aux yeux de l'avocat des parties civiles. Les avocats des victimes ayant menacé de ne pas participer à ce procès trop court, un nouveau procès s'ouvre à la fin de l'année 2011.
Ce nouveau procès s'étend sur six demi-journées réparties sur trois semaines, les 15, 16, 22, 23, 29 et 30 septembre 2011.
Les deux sociétés sont reconnues coupables d'homicides et de blessures involontaires et sont condamnées chacune à 30 000 euros d'amende. Elles doivent aussi verser environ 700 000 euros de dommages et intérêts.

## Devenir du bâtiment et mémoire

Nouvel immeuble du 20 boulevard Vincent-Auriol, photographié en 2016.

Le bâtiment a été entièrement détruit, jusqu'au fondations, et remplacé par un immeuble de logements sociaux avec parking en sous-sol. Une crèche se trouve au rez-de-chaussée, ce qui était une volonté de la mairie afin de montrer que « la vie [reprend] ses droits. ». L'entrée a été déplacée dans une rue adjacente et une plaque commémorative a été posée à l'emplacement de l'ancienne porte de l'immeuble. L'adresse de l'immeuble est dorénavant 2 rue Edmond Flamand. L'immeuble compte 27 appartements. Aucune des familles qui y vivaient au moment de l'incendie n'a souhaité y être relogée.
Un jardin de la mémoire a été créé en mémoire du drame dans le jardin James-Joyce dans le 13e arrondissement.